# Буздес, Абрам Моисеевич
Абрам Моисеевич Буздес (1898 год, Тирасполь, Херсонская губерния, Российская империя — 21 февраля 1942 года, Молвотицкий район, Новгородский округ, Ленинградская область) — советский хозяйственный и партийный деятель, затем деятель внешней разведки — временно исполняющий должность начальника Особого бюро при секретариате НКВД СССР, капитан государственной безопасности (1937).

## Биография
Родился в Тирасполе в семье меламеда. Подмастерье в портновских мастерских Тирасполя и Одессы с 1909 по 1914. Котельщик-клепальщик на судостроительном заводе в Одессе с декабря 1914 по январь 1918. Член РСДРП(б) с мая 1915. В 1918 году член Пензенского губкома.
Служил в РККА в 1918. Окончил Коммунистический университет имени Я. М. Свердлова в 1924 и Институт красной профессуры по профилю экономики в 1934. Работал в партийных органах и партийной печати, в ЦК ВКП(б) с 1934 по 1937. Намечался начальником сектора в институт экономики при Академии Наук СССР.
Ответственный секретарь Плавского уездного комитета РКП(б) (ныне Тульская область, июнь 1924 — декабрь 1925). Oтветственный редактор газет «Коммунар» (Тула, январь —  декабрь 1926), «Деревенская правда» (Тула, январь 1927 — июль 1929).
С апреля 1937 года — в Особом бюро НКВД СССР (первом информационно-аналитическом подразделении НКВД): референт (с апреля 1937 по апрель 1938 года), временно исполняющий должность начальника Особого бюро (с апреля по октябрь 1938 года). С 1939 года на преподавательской работе в ВУЗе. С 1941 года снова в РККА, служил политруком 9 роты 371 стрелкового полка 130 стрелковой дивизии (2 формирования) 3 Ударной армии. Погиб на Ленинградском фронте под деревней Павлово Молвотицкого района.

## Семья
Жена — Берта Романовна Герцовская (1900—1986), уроженка Невеля, выпускница Института красной профессуры, довент кафедры политэкономии Института нефти и газа в Москве.

## Публикации
- А. М. Буздес. Гитлер угрожает Чехословакии. М.: Госполитиздат, 1938.
- Буздес А. Події в Німеччині і Австрії. Київ: Держполітвидав при РНК УРСР, 1938.
- Буздес А. События в Германии и Австрии. М.: ОГИЗ, 1938.